# Ophiderma stonei
Ophiderma stonei är en insektsart som beskrevs av Ball. Ophiderma stonei ingår i släktet Ophiderma och familjen hornstritar. Inga underarter finns listade i Catalogue of Life.